# Su Fei
En aquest nom xinès, el cognom és Su.
Su Fei va ser un general militar servint sota el senyor de la guerra Liu Biao durant el període de la tardana Dinastia Han Oriental de la història xinesa. Ell era un subordinat de Huang Zu i va lluitar en la batalla de Xiakou contra l'exèrcit de Sun Quan. Sun Quan volia matar-lo després de guanyar la batalla, però Gan Ning va suplicar per la seva vida, dient que Su li havia salvat de la ira de Huang Zu amb anterioritat, i Sun Quan li va fer cas.

## En la ficció
En la novel·la històrica el Romanç dels Tres Regnes de Luo Guanzhong, durant la Batalla de Xiakou, Su Fei va defensar una entrada que protegia a Cai Mao i la seva flota naval. Finalment Su Fei seria mort per Taishi Ci en la batalla.